# 帕斯托 (哥伦比亚)
帕斯托（西班牙語：Pasto，官方名称为）是哥伦比亚纳里尼奥省的省府，位于哥伦比亚西南，安第斯山脉中的一个谷中，盖利勒斯火山的山脚下，海拔2527米。帕斯托约有40万居民。

## 历史
帕斯托是1537年由西班牙征服者塞巴斯蒂安·德·贝拉尔卡萨尔建立的。1539年被迁移到今天的位置，并定名为。帕斯托这个名称来自于西班牙人到达这个地区时当地的原住民。
从殖民时期开始它就是当地的行政、文化和宗教中心。它以哥伦比亚的神学城著称。在反对西班牙的独立战争中帕斯托不像其它城市，而是效忠西班牙。由于它的这个政治姿态，加上它的地理位置，在独立后帕斯托长期在哥伦比亚被孤立。这导致当地的传统主义习俗和当地人文化上的自我封闭。
2006年6月25日帕斯托获得哥伦比亚足球甲级联赛冠军。

## 经济
帕斯托位于一个以奶制品为主的农业地区的中心。家具业也是当地的一个重要经济分支。此外它还是一个重要商业中心，有许多现代化购物中心，许多人从附近的厄瓜多尔来这里购物。
帕斯托有许多加工木头、皮革、羊毛等原料的手工业者。

## 狂欢节和艺术

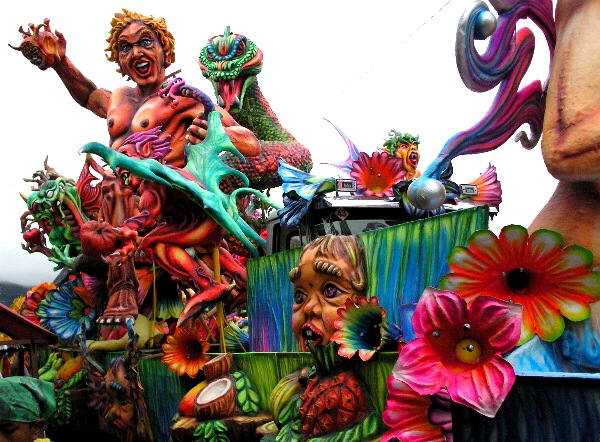
狂欢节

帕斯托最重要的节日是黑白狂欢节（Carnaval de Negros y Blancos），在这个节日上艺人表演传说和传统，往往结合隐射着当时哥伦比亚的政治事件。在这段时间里整座城市狂欢。人们互相用装饰品画对方的脸，互相扔滑石粉和泡沫。狂欢节的日子是每年1月2至6日。
一种特别的殖民时期前遗留下来的艺术技巧被称为“帕斯托清漆”（Barniz de Pasto），它使用一种染色的自然橡胶贴在木制品上。然后一名技巧高超的艺人用一把特殊的刀把不同颜色的橡胶切开，凑成许多非常美丽的图案。

## 教育
帕斯托有一些大学的校园。其中包括：
- 纳里尼奥大学

## 基础设施
泛美公路穿过帕斯托，市内有一运输终点（Terminal de transportes），所有提供公路运输的公司都聚集在此。
帕斯托的机场位于城市北部。
一些网络服务公司提供高速因特网、电视和电话服务。
帕斯托的足球场可以容纳35,530名观众。